# Hubert Haddad

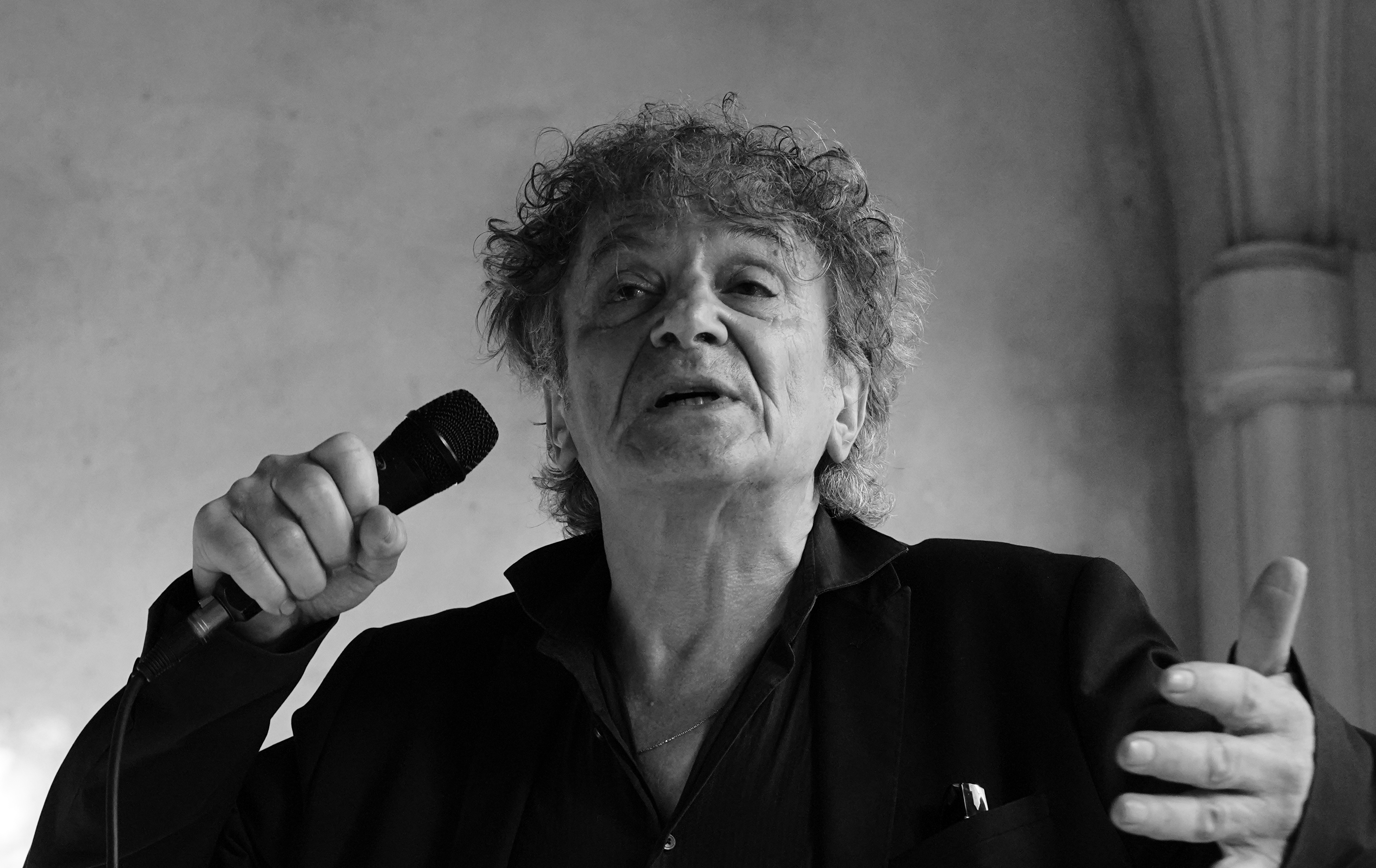
Hubert Haddad 2022

Hubert Abraham Haddad, geboren am 10. März 1947 in Tunis, ist ein französischer Schriftsteller, Dramatiker, Essayist und Maler, der für sein Werk mehrere Preise und Auszeichnungen gewann. Haddad steht dem Surrealismus nahe und hat bisher 22 Romane, 13 Essays, 10 Lyrikbände und fünf Theaterstücke veröffentlicht.

## Leben und Œuvre
Haddad wurde in Tunis als Sohn eines tunesischen Händlers und Schaustellers und einer psychisch instabilen algerischen Mutter geboren. Die Eltern emigrierten in den 1950er Jahren, als er fünf Jahre alt war, nach Frankreich und er verbrachte einen Großteil seiner Jugend in den Pariser Banlieues, wo er als Einwanderer aus Nordafrika entsprechende Erfahrungen machte. Das Schicksal seiner Mutter und die Probleme der Familie vor dem Hintergrund des Algerienkrieges verarbeitete er erst 2005 in der autobiografischen Kindheitsgeschichte Le Camp du bandit mauresque (Das Lager des maurischen Banditen). Als junger Erwachsener interessierte er sich für zeitgenössische Dichtung und den Surrealismus. So gründete er eine surrealistische Zeitschrift mit dem Titel Le Point d’être. 1967 erschien sein erster Gedichtband mit dem Titel Le Charnier déductif (mit Charnier ist ein Beinhaus gemeint). Es folgten Romane, Kurzgeschichten, Essays und Aufsätze zu Kunst, Literatur und Tanz. Haddad ist auch als Maler und Illustrator tätig und in Ausstellungen vertreten. Seit den 1970er Jahren unterrichtete er im Rahmen von Workshops kreatives Schreiben an Universitäten, Schulen, Krankenhäusern und in Gefängnissen. Einige seiner Werke wurden ins Deutsche übersetzt. Haddads Werke erscheinen in verschiedenen französischen Verlagen und Editionen, darunter sind Zulma, Albin Michel, Fayard, Bernard Dumerchez und Folio (Gallimard).

## Auszeichnungen und Preise
Haddad hat für sein Werk mehrere Preise erhalten, darunter sind:
- 1933 Prix Georges Bernanos für Les Effrois
- 1991 Prix Maupassant für Le Secret de l’immortalité
- 1998 Grand Prix du roman de la SGDL (Société des gens de lettres de France) für La Condition magique
- 2008 Prix des cinq continents de la francophonie für Palestine
- 2009 Prix Renaudot Poche ebenfalls für Palestine
- 2013 Prix Louis-Guilloux für Le Peintre d’éventail
- 2013 Grand prix de littérature de la SGDL für sein Gesamtwerk
- 2014 Prix Mallarmé für La Verseuse du matin

## Werke (Auswahl)
| Romane und Kurzgeschichten - Un rêve de glace (1974, neu verlegt 2006) - La Cène (1975, neu 2010) - Les Grands Pays muets (1978) - Armelle ou l’éternel retour (1979, neu 1989) - Les Derniers Jours d’un homme heureux (1980) - Les Effrois (1983) - La Ville sans miroir (1984) - Perdus dans un profond sommeil (1986) - Le Visiteur aux gants de soie (1988) - Oholiba des songes (La Table Ronde), (1989, neu 2007) - L’Âme de Buridan (1992, neu 2000) - Le Chevalier Alouette (1992, neu 2001) - Meurtre sur l’île des marins fidèles (1994) - Le Bleu du temps (1995, neu 2018) - La Condition magique (1997, neu 2014) - L’Univers, roman dictionnaire (1999 und 2009, als Taschenbuch 2003) - La Vitesse de la lumière (2001) - Le Ventriloque amoureux (2003) - La Double Conversion d’Al-Mostancir (2003) - La Culture de l’hystérie n'est pas une spécialité horticole (2004) - Le Camp du bandit mauresque, récit d’enfance (2005) - Palestine (2007, neu 2009 und 2015) - Géométrie d’un rêve (2009, neu 2011) - Opium Poppy (2011, neu 2013) - Le Peintre d’éventail (2013, neu 2014) - Théorie de la vilaine petite fille (2014, neu 2016) - Corps désirable (2015, neu 2018) - Mā (2015) - Les Coïncidences exagérées (Traits et portraits) (2016) - Premières neiges sur Pondichéry (Éditions Zulma, 2017) - Casting sauvage (2018) | Novellen - La Rose de Damoclès (1982) - Le Secret de l’immortalité (1991, neu verlegt 2003) - L'Ami argentin (1994) - La Falaise de sable (1997) - Mirabilia (1999) - La Belle Rémoise (2001, neu 2004) - Quelque part dans la voie lactée (2002) - Vent printanier (2010) - Nouvelles du jour et de la nuit : le jour ; Nouvelles du jour et de la nuit : la nuit (2011) - La Bohémienne endormie (2012) - Géographie des nuages (2016) Theaterstücke - Kronos et les marionnettes (1992) - Tout un printemps rempli de jacinthes (1994) - Visite au musée du temps (1996) - Le Rat et le Cygne (1995) Gedichtbände - Le Charnier déductif (1967) - Clair venin du temps (1992) - Crânes et Jardins (1994) - Les Larmes d’Héraclite (1996) - Le Testament de Narcisse (1998) - Une rumeur d’immortalité (2000) - Petits sortilèges des amants (2001) - Le Regard et l’Obstacle, sur les dessins d’Eugène Van Lamswerde (2001) - Errabunda ou les proses de la nuit (2011) - Oxyde de réduction (2008) - Les Haïkus du peintre d’éventail (zusammen mit dem Roman Le Peintre d’éventail, 2013) - Table des neiges, circa 1924 (2014) - La Verseuse du matin (2014) - L'Êcre et l’étrit (2016) |